# Urophora anthropovi
Urophora anthropovi
 es una especie de insecto díptero del género Urophora, familia Tephritidae. Valery Korneyev y White lo describieron científicamente por primera vez en el año 1992.